# أوسكار لودفيغ لارسن
أوسكار لودفيغ لارسن (بالنرويجية البوكمول: Oscar Ludvig Larsen)‏ هو سياسي نرويجي، ولد في 20 مارس 1880. حزبياً، نشط في حزب المحافظين. وقد انتخب عضو برلمان النرويج ‏.